# Otto Schubert (Maler)
Otto Schubert (* 29. Januar 1892 in Dresden; † 12. Juni 1970) war ein Maler und Grafiker, der in seiner Jugend auch als Bühnenmaler am Hoftheater in Dresden arbeitete.

## Leben

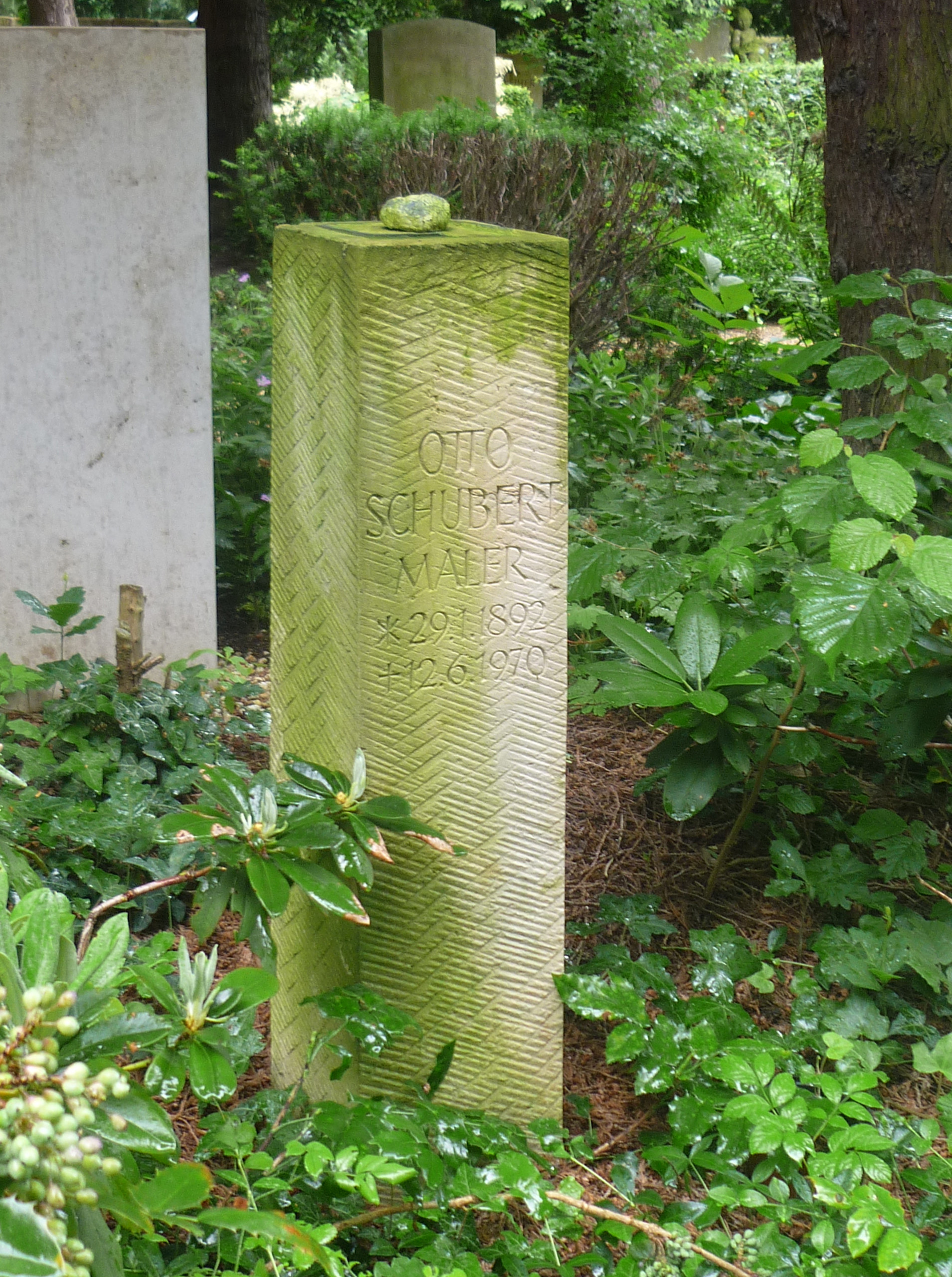
Grab von Otto Schubert auf dem Loschwitzer Friedhof

Er studierte 1906–09 an der Kunstgewerbeschule Dresden und arbeitete von 1909 bis 1913 als Bühnenmaler am Hoftheater in Dresden.
Von 1913 bis 1914 fertigte er grafische Studien im Rahmen seines Studiums bei Emanuel Hegenbarth an der Kunstakademie Dresden. Er wurde von 1914 bis 1917 zum Kriegsdienst verpflichtet. Von 1917 bis 1918 war er Meisterschüler bei Otto Gussmann und Otto Hettner und wurde mit dem großen Staatspreis ausgezeichnet. 1919 gründete er zusammen mit Otto Dix, Conrad Felixmüller und anderen die Dresdner Sezession Gruppe 1919. Er wurde von Julius Meier-Graefe für die Marées-Gesellschaft entdeckt, der ab 1918 mehrere Bücher mit Illustrationen von ihm herausbrachte. Es sind nur wenige seiner Grafiken erhalten, da die Druckstöcke und Platten im Zweiten Weltkrieg zerstört wurden.
Schubert gehörte dem Vorstand der Künstlervereinigung Dresden an.
1937 wurden im Rahmen der deutschlandweiten konzertierten Aktion „Entartete Kunst“ Werke Schuberts aus der Gemäldegalerie Dresden, dem Stadtmuseum Dresden, den Städtischen Kunstsammlungen Chemnitz, dem Städtischen Kunst- und Gewerbemuseum Dortmund, der Kunstsammlung der Stadt Düsseldorf, dem Städelschen Kunstinstitut und Städtische Galerie Frankfurt/Main, dem Museum für Kunst und Kunstgewerbe Stettin, dem Schlossmuseum Weimar und der Städtischen Bildergalerie Wuppertal-Elberfeld beschlagnahmt. Nahezu alle wurden vernichtet. Schubert konnte jedoch Mitglied der Reichskammer der bildenden Künste bleiben und sich an Ausstellungen beteiligen. Seine Teilnahme an 13 großen Ausstellungen ist sicher belegt.
Die Druckstöcke und Platten Schuberts wurden im Februar 1945 beim Angriff auf Dresden zerstört.
Ab 1945 arbeitete Schubert freischaffend in Dresden. Er war Mitglied im Verband Bildender Künstler der DDR und wohnte von 1945 bis 1970 in Dresden-Wachwitz, Wachwitzer Bergstraße 20.

## Museen und öffentliche Sammlungen mit Werken Schuberts (unvollständig)
- Dresden: Galerie Neue Meister[5]
- Dresden: Sächsischer Kunstfonds[5]
- Dresden: Museum für Sächsische Volkskunst[5]
- Frankfurt/Main: Goethemuseum[6]

## Werke

### 1937 als „entartet“ nachweislich beschlagnahmte Werke

#### Grafiken
- Finale (Blatt 32 der Mappe "Shakespeare Visionen. Eine Huldigung deutscher Künstler"; Lithografie, 1917; Verlag Reinhard Piper, München, 1918. U.a. Städtisches Kunst- und Gewerbemuseum Dortmund)
- Elblandschaft (Farblithografie, 1922; Blatt 6 der Mappe "2. Jahresgabe des Kreises graphischer Künstler und Sammler"; Verlag Arnd Beyer, Leipzig, 1922)[7]
- Bei uns I (Mappe mit 20 Radierungen, 1923; Städtische Kunstsammlung, Chemnitz; vernichtet)
- Bei uns II (Mappe mit 10 Radierungen, 1923; Städtische Kunstsammlung, Chemnitz; vernichtet)
- Illustrationen zu dem Buch "Carl Hauptmann, Die lilienweiße Stute" von Schubert (6 Lithografien, 1920; Städtische Kunstsammlung, Chemnitz; vernichtet) u. a.[8]
- Die Hölle (Staatliche Gemäldegalerie Dresden; zerstört)
- Madonna mit Tieren (Holzschnitt; Stadtmuseum Dresden; zerstört)
- Lautenspielerin (Holzschnitt, um 1920; Stadtmuseum Dresden; zerstört)
- Meine Frau (Holzschnitt, um 1920; Stadtmuseum Dresden; zerstört)
- Meine Mutter (Holzschnitt; Stadtmuseum Dresden; zerstört)
- Ein Lied (Holzschnitt; Stadtmuseum Dresden; zerstört)
- Herrenporträt (Holzschnitt; Stadtmuseum Dresden; zerstört)
- Umarmung (Holzschnitt; 1919; Stadtmuseum Dresden; zerstört)
- Ostern (Holzschnitt; Stadtmuseum Dresden; zerstört)
- Johannes (Museum für Kunst und Kunstgewerbe Stettin; zerstört)
- Hafen (Museum für Kunst und Kunstgewerbe Stettin; zerstört)
- Märzspaziergang (Holzschnitt, 1919; Stadtmuseum Dresden; zerstört)

#### Tafelbilder
- Apfelernte (Städtische Bildergalerie Wuppertal-Elberfeld; zerstört)

#### Aquarelle und Zeichnungen
- Freud und Leid (Aquarell, um 1920; Stadtmuseum Dresden; vernichtet)
- Verkündigung (Aquarett 1, Pinselzeichnung, Tusche; Kunstsammlung der Stadt Düsseldorf)

### Weitere Werke (Auswahl)

#### Illustrationen
- Shakespeare Visionen. Eine Huldigung deutscher Künstler., Marées-Gesellschaft, München 1918.
- Max Herrmann-Neiße: Joseph der Sieger. Neue Schaubühne, Dresden, 1919
- Otto Schubert: Bilderbuch für Tyll und Nele., Marées-Gesellschaft, München 1920.
- Ganymed. Blätter der Marees-Gesellschaft. Marées-Gesellschaft, München 1920.
- Johann Wolfgang von Goethe: Reinecke Fuchs., Marées-Gesellschaft, München 1921.
- Karl Linke: Die Nibelungen neu erzählt., Deutscher Verlag für Jugend und Volk, Wien 1924.
- Die Schildbürger. Deutscher Verlag für Jugend & Volk, Wien – Leipzig – New York, 1924
- Ernst und Berta Scheibelreiter: Kasperl – Abenteuer. Helene Poech Verlag, Wien, 1947
- Gebrüder Grimm: Das tapfere Schneiderlein. Der Kinderbuchverlag, Berlin, 1954
- Gebrüder Grimm: Tischchen deck dich, Goldesel und Knüppel aus dem Sack. Der Kinderbuchverlag, Berlin, 1954
- Gebrüder Grimm: Der Wettlauf zwischen dem Hasen und dem Igel. Der Kinderbuchverlag, Berlin, 1954
- Gebrüder Grimm: Das Lumpengesindel. Der Kinderbuchverlag, Berlin, vor 1956
- Gebrüder Grimm: Der Frieder und das Katerlieschen. Der Kinderbuchverlag, Berlin, 1956
- Gottfried August Bürger: Wunderbare Reisen zu Wasser und zu Lande. Feldzüge und lustige Abendteuer des Freiherrn von Münchhausen, wie er dieselben bei der Flasche im Zirkel seiner Freunde selbst zu erzählen pflegt. M. Dietrich, Memmingen, 1968

#### Lichtbilder (Vorlagen)
- Gebrüder Grimm: Brüderchen und Schwesterchen (10 Bilder), 1929, hrsg. von Sächsischer Landesbildstelle (Dresden), ausführender Kolorist: Josef Hanel
- Gebrüder Grimm: Die sieben Raben (10 Bilder), 1929, hrsg. von Sächsischer Landesbildstelle (Dresden), ausführender Kolorist: Josef Hanel[9]

## Ausstellungen (unvollständig)

### Einzelausstellungen
- 1922: Berlin, Galerie Alfred Flechtheim
- 1957: Berlin, Kupferstichkabinett im Pergamonmuseum (Druckgraphik und Zeichnungen)[10]
- 2017/2018; Salzwedel, Kunsthaus[11]

### Ausstellungsbeteiligungen
- 1916: Dresden, Galerie Arnold („Zweite Ausstellung Dresdner Künstler die im Heeresdienst stehen“)
- 1932: Paris, Internationale Buchkunstausstellung

#### Postum
- 1974: Berlin („Grafik in der DDR“)
- 1986: Leipzig, Museum der Bildenden Künste („Worin unsere Stärke besteht“)